# Aerangis modesta
Aerangis modesta (Hook.f.) Schltr., 1914 è una pianta della famiglia delle Orchidacee, endemica del Madagascar e delle isole Comore.